# Nowela grudniowa
Nowela grudniowa (Ustawa z dnia 29 grudnia 1989 r. o zmianie Konstytucji Polskiej Rzeczypospolitej Ludowej) – uchwalona w dniu 29 grudnia 1989 przez tzw. „sejm kontraktowy” nowelizacja Konstytucji Polskiej Rzeczypospolitej Ludowej.

## Geneza nowelizacji
W związku z zachodzącymi przemianami i demokratyzacją parlament już jesienią 1989 zdecydował o potrzebie przeprowadzenia gruntownej zmiany ustrojowej. Obie izby powołały komisje konstytucyjne celem opracowania nowej ustawy zasadniczej. Jednocześnie stwierdzono konieczność przeprowadzenia kilku zasadniczych zmian w trybie natychmiastowym, czyli nowelizacji obecnie obowiązującego aktu prawnego.

## Wprowadzone zmiany
Nowela grudniowa całkowicie zmieniła treść pierwszego rozdziału konstytucji. Zmieniono nazwę państwa na „Rzeczpospolitą Polską”, usunięto artykuły dotyczące kierowniczej roli partii oraz przyjaźni ze Związkiem Radzieckim. Pojawiły się także nowe zasady ustrojowe – zasada demokratycznego państwa prawnego, suwerenności narodu (ludu) (suwerenem przestaje być lud pracujący miast i wsi, a zostaje nim naród), zasada tzw. „sprawiedliwości społecznej”, pluralizm polityczny, swoboda działalności gospodarczej oraz ochrona własności. Nowelizacja przyniosła też zmiany o charakterze symbolicznym, czego wyrazem było przywrócenie korony orłowi białemu w godle Polski.